# Bengt Esping
Bengt Esping, född 28 november 1767 i Hörby, död 10 november 1817 i Lund, var en svensk dansmästare vid Lunds universitet.

## Biografi
Esping, som tycks ha kommit från det lägre borgerskapet, bodde inneboende hos dansmästaren vid Lunds universitet Johan Henrik Kröger. När Kröger fick tjänstledigt 1798 var det också Esping som kom att vikariera för honom. År 1809 tog Kröger slutgiltigt avsked från dansmästareposten, och Esping utnämndes till ordinarie dansmästare.
Där Johan Henrik Kröger tycks ha levt ett fattigt liv som dansmästare var Bengt Esping mer välbärgad, och han ägde både finkläder, möbler, musikinstrument och silverföremål, samt diverse dansutrustning, däribland en "dansklämma". Nils Lovén beskriver, under signaturen Nicolovius, i Folklifvet i Skytts härad i Skåne vid början af detta århundrade: barndomsminnen hur Esping använde denna för att ge den blivande docenten i romersk vältalighet och poesi Martin Lauréns "mun ett drag av ett återhållet aj, som aldrig se’n försvann, och åt hans tår en så bestämd utåtpekande ställning, att den vinkel hans fötter danade mot varandra under hela hans återstående vandring genom livet, såväl i menuetten i danssalongen, som i promenaden på stengatan, aldrig — jag vågar nästan säga det — på ett hårsmån förändrades från den, som Esping givit dem i fotskruven". Att även Lovén tagit danslektioner för Esping avslöjas i dikten "Malmö", där det sägs:
| ”            | Och åren växla, med dem växlar scenen Jag växte upp, fullvuxen snart och lång; Jag ren hos Esping hade inlärt benen Till vals, chassé och pas de rigodon. | „ |
| – Nicolovius | |   |

Bengt Esping gifte sig 1813 i Bosjökloster med Wilhelmina Elisabeth Claësson (året anges i vissa källor felaktigt som 1816), men avled fyra år senare, den 10 november 1817, av "tärande sjukdom".